# Albino Piñeiro
Albino Piñeiro Rodríguez (Sangenjo, Pontevedra, España, 24 de junio de 1954) es un exfutbolista español que se desempeñaba como centrocampista.

## Clubes
| Club                         | País   | Año       |
| ---------------------------- | ------ | --------- |
| Pontevedra C. F.             | España | 1972-1973 |
| R. C. Deportivo de La Coruña | España | 1975-1980 |
| Linares C. F.                | España | 1981-1982 |